# Abida secale
Korenkorrel(slak) (Abida secale) is een slakkensoort uit de familie van de Chondrinidae. De wetenschappelijke naam van de soort is voor het eerst geldig gepubliceerd in 1801 door Draparnaud.